# Miss Slovenije 1999
Miss Slovenije 1999 je bilo lepotno tekmovanje, ki je potekalo 11. septembra 1999 v Linhartovi dvorani Cankarjevega doma v Ljubljani.
Voditeljica je bila Saša Eisiedler.
Zmagovalka Gačnikova je krono od predhodnice Miše Novak dobila 20. septembra na prireditvi na Prešernovem trgu v Ljubljani.

## Finale

### Uvrstitve in nagrade
- Zmagovalka Neda Gačnik, 19 let, študentka iz Ljubljane, dobila je avto Peugeot 306 Husky
- 1. spremljevalka in miss ONA Mateja Kisovec, 21 let, študentka ekonomije iz Škofje Loke
- 2. spremljevalka in miss fotogeničnosti Silvija Osojnik, 17 let, dijakinja

Viri

### Glasbeni gostje
Nastopili so Čuki in Power Dancers.

## Miss Sveta 1999
Gačnikova je v London odpotovala 13. novembra, tekmovanje je bilo 4. decembra na Sejšelih. Na dobrodelno licitacijo je odnesla dve sliki Irene Polanec. Njena frizerka je bila Stanka Marovt, vizažistka Ksenija Pehlič, stilistka pa Cvetka Dragan.
S sabo je odnesla tudi dve večerni obleki (prvo je oblikovala Damjana Bitežnik Logar, drugo pa Mateja Benedetti iz Kopra) in eno odrsko (oblikovala Petra Grmek iz Postojne), izbrane na natečaju One, priloge Slovenskih novic  (13. oktobra je bil izbor v Viteški dvorani v ljubljanskih Križankah, predstavilo se je 23 oblikovalcev s 46 kreacijami), pa tudi dve svečani obleki Barbare Plavec Brodnjak in usnjena oblačila Hiše usnja Hermana Kokala iz Dolan. Namesto spektakularnih oblek so morale tekmovalke imeti obleko, primerno za konjske dirke v nedeljo popoldan oziroma nedeljski sprehod, brez krzna, perja in črnine.

### Sponzorji Gačnikove
Športni center Millenium, jezikovna šola Berlitz, Merit International (kovčki Samsonite), sevniška Lisca (nekaj kompletov kopalk), Adria Airways, Hiša usnja Herman Kokol - Borl, Industrija usnja Vrhnika, Boutique Capriccio Maribor, Peko Tržič, Čevljarstvo Lopatec Novo mesto, Čevljarstvo Vodeb Ljubljana, Visia Ljubljana (znamka Draga Šubica), Boutique Elite Ljubljana, Optika Salobir Petrovče, Beti Metlika, Tekstilna tovarna Prebold, Kopitarna Sevnica, Elan Begunje, Elkroj Mozirje, Labod Novo mesto, Športna obutev SVS Trzin, Tovarna pletenin Rašica, Beli salon Ljubljana, Boutique Grošelj Ljubljana in Modna konfekcija Ljubljana.
Njena oprema je bila fotografirana v hotelu Habakuk v Mariboru in vili Andor v Ankaranu ter predstavljena v prilogi Ona.